# Llista de topònims de Flaçà
Llista de topònims (noms propis de lloc) del municipi de Flaçà, al Gironès
Informació actualitzada per un bot. Els canvis manuals es perdran quan s'actualitzi!

## casa
| imatge | Nom         | Ubicat a | instància de | Detalls                     | coordenades                                                               | Protecció                                  | Commons (més fotos) | Dades a WD                    |
| ------ | ----------- | -------- | ------------ | --------------------------- | ------------------------------------------------------------------------- | ------------------------------------------ | ------------------- | ----------------------------- |
|        | Ca n'Oller  | Flaçà    | casa         | Estil: arquitectura popular | 42° 02′ 58″ N, 2° 57′ 11″ E / 42.049541°N,2.953157°E 32 msnm              | bé integrant del patrimoni cultural català | Ca n'Oller (Flaçà)  | Modifica les dades a Wikidata |
|        | Can Joher   | Flaçà    | casa         | Estil: arquitectura popular | 42° 02′ 46″ N, 2° 57′ 29″ E / 42.046206°N,2.957968°E 37 msnm              | bé integrant del patrimoni cultural català | Can Joher           | Modifica les dades a Wikidata |
|        | Hostal Gran | Flaçà    | casa         | Estil: arquitectura popular | 42° 02′ 47″ N, 2° 57′ 30″ E / 42.046447222222°N,2.9583916666667°E 38 msnm | bé integrant del patrimoni cultural català | Hostal Gran         | Modifica les dades a Wikidata |

## edifici
| imatge | Nom                       | Ubicat a | instància de | Detalls                                              | coordenades                                                               | Protecció                                  | Commons (més fotos)               | Dades a WD                    |
| ------ | ------------------------- | -------- | ------------ | ---------------------------------------------------- | ------------------------------------------------------------------------- | ------------------------------------------ | --------------------------------- | ----------------------------- |
|        | Central Elèctrica Vinyals | Flaçà    | edifici      | Arquitecte: Rafael Masó i Valentí Estil: noucentisme | 42° 03′ 21″ N, 2° 57′ 37″ E / 42.055794444444°N,2.9603361111111°E 30 msnm | bé integrant del patrimoni cultural català | Central Elèctrica Vinyals (Flaçà) | Modifica les dades a Wikidata |
|        | Feixes Monadell           | Flaçà    | edifici      | Estil: arquitectura popular                          |                                                                           | bé integrant del patrimoni cultural català |                                   | Modifica les dades a Wikidata |

## església
| imatge | Nom                                    | Ubicat a | instància de | Detalls                                              | coordenades                                                               | Protecció                                  | Commons (més fotos)                 | Dades a WD                    |
| ------ | -------------------------------------- | -------- | ------------ | ---------------------------------------------------- | ------------------------------------------------------------------------- | ------------------------------------------ | ----------------------------------- | ----------------------------- |
|        | Mare de Déu de l'Esperança de Ferreres | Flaçà    | església     | Estil: arquitectura popular                          | 42° 02′ 42″ N, 2° 58′ 20″ E / 42.044983333333°N,2.9721166666667°E 95 msnm | bé integrant del patrimoni cultural català | Mare de Déu de l'Esperança de Flaçà | Modifica les dades a Wikidata |
|        | Sant Cebrià de Flaçà                   | Flaçà    | església     | Estil: arquitectura barroca arquitectura neoclàssica | 42° 03′ 01″ N, 2° 57′ 12″ E / 42.050248°N,2.95344°E 32 msnm               | bé integrant del patrimoni cultural català | Sant Cebrià de Flaçà                | Modifica les dades a Wikidata |
|        | Sant Fermí de Flaçà                    | Flaçà    | església     | Estil: arquitectura gòtica                           | 42° 02′ 56″ N, 2° 57′ 39″ E / 42.048969°N,2.960708°E 45 msnm              | bé integrant del patrimoni cultural català | Sant Fermí de Flaçà                 | Modifica les dades a Wikidata |

## masia
| imatge | Nom           | Ubicat a | instància de     | Detalls                             | coordenades                                                               | Protecció                                            | Commons (més fotos)   | Dades a WD                    |
| ------ | ------------- | -------- | ---------------- | ----------------------------------- | ------------------------------------------------------------------------- | ---------------------------------------------------- | --------------------- | ----------------------------- |
|        | Ca la Mariana | Flaçà    | masia            |                                     | 42° 02′ 50″ N, 2° 57′ 47″ E / 42.0473398442343°N,2.96292725346878°E       |                                                      |                       | Modifica les dades a Wikidata |
|        | Can Baix      | Flaçà    | masia            |                                     | 42° 02′ 17″ N, 2° 57′ 48″ E / 42.0380631602831°N,2.96328302162247°E       |                                                      |                       | Modifica les dades a Wikidata |
|        | Can Fuselles  | Flaçà    | masia            |                                     | 42° 02′ 47″ N, 2° 58′ 21″ E / 42.0462977600623°N,2.97244964764984°E       |                                                      |                       | Modifica les dades a Wikidata |
|        | Can Guix      | Flaçà    | masia            | Estil: arquitectura popular         | 42° 03′ 00″ N, 2° 57′ 10″ E / 42.049959°N,2.952872°E 33 msnm              | bé integrant del patrimoni cultural català           | Can Guix (Flaçà)      | Modifica les dades a Wikidata |
|        | Can Jouer     | Flaçà    | masia casa forta | Estil: arquitectura popular         | 42° 02′ 35″ N, 2° 56′ 58″ E / 42.043124°N,2.949468°E                      | bé integrant del patrimoni cultural català           |                       | Modifica les dades a Wikidata |
|        | Can Paiet     | Flaçà    | masia            |                                     | 42° 03′ 20″ N, 2° 58′ 21″ E / 42.0555655578428°N,2.97253023924057°E       |                                                      |                       | Modifica les dades a Wikidata |
|        | Can Silvestre | Flaçà    | masia            | Estil: arquitectura popular         | 42° 02′ 59″ N, 2° 57′ 15″ E / 42.049838°N,2.954183°E 32 msnm              | bé integrant del patrimoni cultural català           | Can Silvestre (Flaçà) | Modifica les dades a Wikidata |
|        | Can Vinyals   | Flaçà    | masia casa forta | Estil: arquitectura popular         | 42° 03′ 16″ N, 2° 57′ 51″ E / 42.05436°N,2.964044°E                       | bé d'interès cultural bé cultural d'interès nacional |                       | Modifica les dades a Wikidata |
|        | Mas Costa     | Flaçà    | masia            |                                     | 42° 02′ 30″ N, 2° 57′ 32″ E / 42.0415472287999°N,2.95889503660544°E       |                                                      |                       | Modifica les dades a Wikidata |
|        | Mas Galceran  | Flaçà    | masia casa forta | Estil: arquitectura popular         | 42° 03′ 02″ N, 2° 57′ 13″ E / 42.050616666667°N,2.9534805555556°E 32 msnm | bé integrant del patrimoni cultural català           | Mas Galceran (Flaçà)  | Modifica les dades a Wikidata |
|        | Mas Sebi      | Flaçà    | masia            |                                     | 42° 02′ 36″ N, 2° 57′ 35″ E / 42.0433488737187°N,2.95981217796208°E       |                                                      |                       | Modifica les dades a Wikidata |
|        | Mas Veguer    | Flaçà    | masia            | Estil: arquitectura del Renaixement | 42° 02′ 47″ N, 2° 57′ 25″ E / 42.046413888889°N,2.9569944444444°E 38 msnm | bé integrant del patrimoni cultural català           | Mas Veguer            | Modifica les dades a Wikidata |
|        | la Colònia    | Flaçà    | masia            |                                     | 42° 02′ 58″ N, 2° 57′ 41″ E / 42.0493297661017°N,2.96130683211527°E       |                                                      |                       | Modifica les dades a Wikidata |
|        | mas Roig      | Flaçà    | masia            | Estil: arquitectura popular         | 42° 02′ 40″ N, 2° 57′ 41″ E / 42.044363888889°N,2.9613416666667°E 48 msnm | bé integrant del patrimoni cultural català           | Mas Roig (Flaçà)      | Modifica les dades a Wikidata |

## molí d'aigua
| imatge | Nom                | Ubicat a | instància de | Detalls                     | coordenades                                                         | Protecció                                  | Commons (més fotos) | Dades a WD                    |
| ------ | ------------------ | -------- | ------------ | --------------------------- | ------------------------------------------------------------------- | ------------------------------------------ | ------------------- | ----------------------------- |
|        | Molí d'en Madrenys | Flaçà    | molí d'aigua |                             | 42° 02′ 45″ N, 2° 57′ 31″ E / 42.0458522472061°N,2.95851767616673°E |                                            |                     | Modifica les dades a Wikidata |
|        | Molí d'en Vinyals  | Flaçà    | molí d'aigua | Estil: arquitectura popular | 42° 03′ 20″ N, 2° 57′ 36″ E / 42.055605°N,2.959926°E                | bé integrant del patrimoni cultural català |                     | Modifica les dades a Wikidata |
|        | Molí de la Barca   | Flaçà    | molí d'aigua |                             | 42° 03′ 27″ N, 2° 58′ 13″ E / 42.0574564134581°N,2.97041444386991°E |                                            |                     | Modifica les dades a Wikidata |

## muntanya
| imatge | Nom                | Ubicat a | instància de | Detalls | coordenades                                                         | Protecció | Commons (més fotos) | Dades a WD                    |
| ------ | ------------------ | -------- | ------------ | ------- | ------------------------------------------------------------------- | --------- | ------------------- | ----------------------------- |
|        | Puig d'en Ferrer   | Flaçà    | muntanya     |         | 42° 02′ 40″ N, 2° 58′ 07″ E / 42.04445°N,2.96851722°E 107.2 msnm    |           |                     | Modifica les dades a Wikidata |
|        | Puig d'en Fuselles | Flaçà    | muntanya     |         | 42° 02′ 51″ N, 2° 58′ 18″ E / 42.04743611°N,2.97177222°E 102.7 msnm |           |                     | Modifica les dades a Wikidata |
|        | Puig d'en Peric    | Flaçà    | muntanya     |         | 42° 02′ 30″ N, 2° 58′ 05″ E / 42.04177778°N,2.96806583°E 119.4 msnm |           |                     | Modifica les dades a Wikidata |
|        | Turó d'en Vinyals  | Flaçà    | muntanya     |         | 42° 03′ 10″ N, 2° 58′ 01″ E / 42.0529°N,2.96686°E 73.9 msnm         |           |                     | Modifica les dades a Wikidata |
|        | Turó de la Barca   | Flaçà    | muntanya     |         | 42° 03′ 14″ N, 2° 58′ 09″ E / 42.0538°N,2.96907°E 84 msnm           |           |                     | Modifica les dades a Wikidata |

## nucli de població
| imatge | Nom                | Ubicat a | instància de      | Detalls | coordenades                                                         | Protecció | Commons (més fotos) | Dades a WD                    |
| ------ | ------------------ | -------- | ----------------- | ------- | ------------------------------------------------------------------- | --------- | ------------------- | ----------------------------- |
|        | Veïnat de Ferreres | Flaçà    | nucli de població |         | 42° 02′ 42″ N, 2° 58′ 20″ E / 42.044913°N,2.972218°E 96 msnm        |           | Veïnat de Ferreres  | Modifica les dades a Wikidata |
|        | la Bolla           | Flaçà    | nucli de població |         | 42° 02′ 51″ N, 2° 56′ 58″ E / 42.0473977795927°N,2.94952640091545°E |           |                     | Modifica les dades a Wikidata |

## pont
| imatge | Nom                 | Ubicat a | instància de | Detalls                                                                              | coordenades                                                               | Protecció                                  | Commons (més fotos) | Dades a WD                    |
| ------ | ------------------- | -------- | ------------ | ------------------------------------------------------------------------------------ | ------------------------------------------------------------------------- | ------------------------------------------ | ------------------- | ----------------------------- |
|        | Pont de Sant Fermí  | Flaçà    | pont         |                                                                                      | 42° 03′ 00″ N, 2° 57′ 37″ E / 42.0501039942808°N,2.96031545712113°E       |                                            |                     | Modifica les dades a Wikidata |
|        | Pont de Sobrànigues | Flaçà    | pont         | Estil: arquitectura del ferro Travessa: Ter Hi passa: línia Barcelona-Girona-Portbou | 42° 03′ 28″ N, 2° 57′ 48″ E / 42.057838888889°N,2.9633222222222°E 39 msnm | bé integrant del patrimoni cultural català | Pont de Sobrànigues | Modifica les dades a Wikidata |

## Misc
| imatge | Nom                                    | Ubicat a                                  | instància de                                                                   | Detalls                                                                      | coordenades                                                                                             | Protecció                                            | Commons (més fotos)                    | Dades a WD                    |
| ------ | -------------------------------------- | ----------------------------------------- | ------------------------------------------------------------------------------ | ---------------------------------------------------------------------------- | --- | ---------------------------------------------------- | -------------------------------------- | ----------------------------- |
|        | Can Llausàs                            | Flaçà                                     | casa forta                                                                     | Estil: arquitectura gòtica arquitectura del Renaixement arquitectura popular | 42° 03′ 00″ N, 2° 57′ 14″ E / 42.049925°N,2.953751°E 34 msnm                                            | bé d'interès cultural bé cultural d'interès nacional | Can Llausàs                            | Modifica les dades a Wikidata |
|        | Centre històric de Flaçà               | Flaçà                                     | centre històric                                                                |                                                                              | 42° 03′ 00″ N, 2° 57′ 12″ E / 42.050126°N,2.953378°E                                                    | bé integrant del patrimoni cultural català           | Centre històric de Flaçà               | Modifica les dades a Wikidata |
|        | Escoles de Flaçà                       | Flaçà                                     | edifici escolar                                                                | Estil: racionalisme arquitectònic                                            | 42° 02′ 47″ N, 2° 57′ 10″ E / 42.046272222222°N,2.9528722222222°E 38 msnm                               | bé integrant del patrimoni cultural català           | Escoles de Flaçà                       | Modifica les dades a Wikidata |
|        | Estació de Flaçà                       | Flaçà                                     | estació de ferrocarril                                                         | Estil: arquitectura popular                                                  | 42° 02′ 51″ N, 2° 57′ 27″ E / 42.04744444444445°N,2.9574166666666666°E 39.9 msnm                        | bé integrant del patrimoni cultural català           | Flaçà train station                    | Modifica les dades a Wikidata |
|        | Flaçà                                  | Flaçà                                     | entitat singular de població ens local històric de Catalunya capital municipal | 1145 hab                                                                     | 42° 03′ 01″ N, 2° 57′ 12″ E / 42.0502°N,2.953461°E 33 msnm                                              |                                                      |                                        | Modifica les dades a Wikidata |
|        | Llinda al carrer Sant Josep, 7         | Flaçà                                     | llinda                                                                         | Estil: arquitectura popular                                                  | 42° 02′ 46″ N, 2° 57′ 27″ E / 42.046219444444°N,2.9574472222222°E 37 msnm                               | bé integrant del patrimoni cultural català           | Llinda al carrer Sant Josep, 7         | Modifica les dades a Wikidata |
|        | Pou de gel Can Peric                   | Flaçà                                     | pou de neu                                                                     | Estil: arquitectura popular                                                  | | bé integrant del patrimoni cultural català           |                                        | Modifica les dades a Wikidata |
|        | Rectoria de Flaçà                      | Flaçà                                     | rectoria                                                                       | Estil: arquitectura popular                                                  | 42° 02′ 59″ N, 2° 57′ 12″ E / 42.049766666667°N,2.9532833333333°E 32 msnm                               | bé integrant del patrimoni cultural català           | Rectoria de Flaçà                      | Modifica les dades a Wikidata |
|        | Ter                                    | Ripollès Osona Selva Gironès Baix Empordà | curs d'aigua riu principal                                                     | Desemboca: mar Mediterrània Llarg: 208km Conca: 3010km²                      | 42° 25′ 40″ N, 2° 15′ 24″ E / 42.427778°N,2.256667°E 42° 01′ 24″ N, 3° 11′ 31″ E / 42.02347°N,3.19187°E |                                                      | Ter River                              | Modifica les dades a Wikidata |
|        | carrer de la Cellera                   | Flaçà                                     | carrer                                                                         | Estil: arquitectura popular                                                  | 42° 03′ 00″ N, 2° 57′ 13″ E / 42.050018°N,2.953676°E                                                    | bé integrant del patrimoni cultural català           | Carrer de la Cellera                   | Modifica les dades a Wikidata |
|        | casa consistorial de Flaçà             | Flaçà                                     | casa consistorial                                                              |                                                                              | 42° 02′ 49″ N, 2° 57′ 29″ E / 42.0468398°N,2.9581024°E                                                  |                                                      |                                        | Modifica les dades a Wikidata |
|        | xemeneia de la fàbrica Torras Domènech | Flaçà                                     | xemeneia de fàbrica                                                            | Estil: arquitectura popular                                                  | 42° 02′ 57″ N, 2° 57′ 19″ E / 42.049188888889°N,2.9554138888889°E 34 msnm                               | bé integrant del patrimoni cultural català           | Xemeneia de la fàbrica Torras Domènech | Modifica les dades a Wikidata |